# Uwe Dick
Uwe Dick (* 21. Dezember 1942 in Schongau) ist ein deutscher Schriftsteller.

## Leben
Dick besuchte das Deutsche Gymnasium Freising. Bis 1968 war er Redakteur und Reporter für Tageszeitungen. Sein literarisches Werk umfasst Gedichte, Erzählungen und Romane. Von den Feuilletons der großen Zeitungen weitgehend ungewürdigt, wurde Uwe Dick einem breiteren Publikum durch seine Lesungen bekannt, vor allem seines Ein-Mann-Theaterstücks „Der ÖD“. Er lebt heute in Niederperlesreut in Niederbayern.
Hauptwerk Dicks ist die Sauwaldprosa, die erstmals 1976 erschien und seither mehrmals ergänzt und neu aufgelegt wurde; einverleibt wurde dem Werk auch seine Quasi-Autobiographie Pochwasser und der Monolog eines Radfahrers. Mit der im Jahr 2022 erschienenen Auflage liegt „Uwe Dicks legendäre Sauwaldprosa in ihrer letztgültigen Fassung“ vor.

## Auszeichnungen
- 1972: Bayerischer Kunstförderpreis[4]
- 1986: Marieluise-Fleißer-Preis[5]
- 1987: Tukan-Preis der Stadt München (für das literarische Gesamtwerk)[6]
- 1992: Tukan-Preis der Stadt München (für »Pochwasser«).[7]
- 2007: Jean-Paul-Preis des Freistaates Bayern (für das literarische Gesamtwerk)[8]

## Werke
- Viechereien oder Rezi-Tiergedichte. Starczewski, München 1967.
- Das singende Pferd: Erzählgedichte. Starczewski, München 1968.
- Mangaseja: Nach einem Bild des Malers Rudi Engelberger. U. Dick Selbstverlag, Rosenheim 1971.
- Tag und Tod: Der blinde Seher. U. Dick Selbstverlag, Rosenheim 1972.
- König Tauwim. U. Dick Selbstverlag, Brannenburg (am Inn) 1972.
- Janusaugen: 6 Tagebuchgedichte. U. Dick Selbstverlag, Rosenheim 1974.
- Sauwaldprosa. Ehrenwirth Verlag, München 1976, ISBN 3-431-01812-2.
- Das Weib, das Meer, der Dichter. U. Dick Selbstverlag, Brannenburg (am Inn) 1976.
- Ansichtskarten aus Wales: Erfahrungstexte. Ehrenwirth Verlag, München 1978, ISBN 3-431-02022-4.
- Der Öd: Ein Bairisches Meditationsstück für Solosprecher oder Das Bio-Drama eines Amok denkenden Monsters. Ehrenwirth Verlag, München 1980, ISBN 3-431-02322-3.
- Das Echo des Fundamentschritts: Dichtungen 1968-1980. Heyne, München 1981, ISBN 3-453-85032-7.
- Im Namen des Baumes und seines eingeborenen Sohnes, des Buntspechts: Eine Brief-Poetologie, erfragt von Pariser Kindern. Andreas-Haller-Verlag, Passau 1984, ISBN 3-88849-013-8.
- Monolog eines Radfahrers. Andreas-Haller-Verlag, Passau 1985, ISBN 3-88849-016-2.
- Theriak: 13 Fügungen. Piper Verlag, München; Zürich 1986, ISBN 3-492-10564-5.
- Cantus Firmus für Solisten mit Pferdefuß: Ein panakustisches Optikum u.a. für Hundskopfstimme, Reporterin, Lachmöwe, Saxophon, Kontrabaß, Religion und Weißes Rauschen. In Der Öd; Monolog eines Radfahrers; Cantus Firmus für Solisten mit Pferdefuß. Piper Verlag, München; Zürich 1988, ISBN 3-492-10618-8.
- Das niemals vertagte Leben: 13 Widmungen. Knesebeck und Schuler, München 1991, ISBN 3-926901-36-5.
- Pochwasser: Eine Biographie ohne Ich. Knesebeck Verlag, München 1992, ISBN 3-926901-51-9.
- mit Frank Corcoran, Michael Steinkühler und Scott Stuer: Odyssee mit Cello und Trompete. Ed. Rotkehlchen, München 1993. (Tonkassette)
- Der Jäger vom Knall: Hundsoktaven zu einer Sexualpathologie zwergdeutscher Flintenmänner. ASKU-Presse, Bad Nauheim 1995, ISBN 3-930994-02-X.
- Wer einen Dachschaden hat, der ist freilich offen fürs Höhere: 77 Gottesafforismen zur Tolerenzprobe nach einer kirchenamtlichen Religionsstörung. ASKU-Presse, Bad Nauheim 1996, ISBN 3-930994-03-8.
- ...nistet im Zufall und brütet im Schweigen: Poesie statt Geschwätz; die Predigt vom 20. Juli 1997 in der Schwabinger Kreuzkirche. ASKU-Presse, Bad Nauheim 1997, ISBN 3-930994-08-9.
- Der Tod der Königin: Die venezianischen Gedichte. ASKU-Presse, Bad Nauheim 1997, ISBN 3-930994-05-4.
- Die Salzigkeit der Wogen und der Sterne: Wortkristalle, schockweise Diatriben, zum dritten; klingender Granit. ASKU-Presse, Bad Nauheim 1997, ISBN 3-930994-06-2.
- Ich bin das Herz der Welt. ASKU-Presse, Bad Nauheim 2002.
- Mit Gerald Stieg: Des blickes Tagnacht: Gedichte 1969-2001. Residenz Verlag, Salzburg; Wien 2002, ISBN 3-7017-1281-6.
- Marslanzen oder Vasallen recht sein muß. ASKU-Presse, Bad Nauheim 2007, ISBN 978-3-930994-23-6.
- Land-, See- und Luftschaften: Für Saxophon und Solosprecher. Ed. Rotkehlchen, München 2008, ISBN 978-3-930994-24-3.
- Michael Lentz (Hrsg.): Ein Tag ohne Lächeln - finserer als eine Nacht ohne Stern. In Ich, Dichter des Himmels und der Erde, ging aus meinem Munde hervor; Laudatio auf Uwe Dick zum Jean-Paul-Preis. ASKU-Presse, Bad Nauheim 2009, ISBN 978-3-930994-25-0.
- Spott bewahre!. Residenz Verlag, St. Pölten; Salzburg; Wien 2012, ISBN 978-3-7017-1598-5.
- Auf nach Erehwon. ASKU-Presse, Bad Nauheim 2020, ISBN 978-3-930994-32-8.

## Hörbuch/Hörspiel
- Sauwaldprosa als Hörspiel: mit Uwe Dick, Marisa Burger, Peter Fricke, Eisi Gulp, Sophia Siebert, Hanns Zischler u. a. Komposition: Gunnar Geisse. Regie: Michael Lentz. Bayerischer Rundfunk-Hörspiel und Medienkunst 2012.
  - Podcast: ARD-Audiothek.
  - Hörbuchedition: Antje Kunstmann Verlag, München 2012. 12 CD, 626 min.